# Internet Hall of Fame
O Internet Hall of Fame (estabelecido em 2012) é um prêmio por carreira administrado pela Internet Society (ISOC), em reconhecimento a indivíduos que fizeram contribuições significativas para o desenvolvimento e avanço da Internet. Dentre os induzidos constam Vint Cerf, Douglas C. Engelbart, Tim Berners-Lee e Linus Torvalds. Os brasileiros premiados foram Demi Getschko (2014), Tadao Takahashi (2017) e Michael Stanton (2019), Carlos Alberto Afonso (2021) e Liane Tarouco (2021). 

## Visão geral
O Internet Hall of Fame foi estabelecido em 2012, no aniversário de vinte anos da ISOC. Seu propósito estabelecido é "reconhecer publicamente um grupo distinto e seleto de visionários, líderes e luminares que contribuíram significantemente para o desenvolvimento e avanço da Internet global".
Nominações podem ser feitas por qualquer pessoa. A diretoria do Internet Hall of Fame é responsável pela seleção final dos induzidos. A diretoria é composta de profissionais bem conhecidos na indústria da Internet.

## História
Em 2012 os induzidos inaugurais foram 33, com anúncio feito em 23 de abril de 2012 na conferência Internet Society’s Global INET em Genebra, Suíça.
Em 2013 foram induzidas outras 32 pessoas. Foram anunciados em 26 de junho de 2013, com uma cerimônia de indução em 3 de agosto de 2013 em Berlim, Alemanha. A cerimônia estava originalmente marcada para ocorrer em Istambul, mas foi alterada devido aos protestos na Turquia em 2013.
Em 2014 foram induzidas 24 pessoas. Foram anunciadas em um evento em Hong Kong.

Em 18 de setembro de 2017 a Internet Society se reuniu para homenagear a quarta turma de Internet Hall of Fame Inductees na Universidade da Califórnia em Los Angeles, onde há quase 50 anos a primeira mensagem eletrônica foi enviada pelo antecessor da Internet, a ARPANET.

## Induzidos
Os induzidos são considerados em três categorias:
- Pioneiros: "Indivíduos que foram instrumentais no projeto e desenvolvimento iniciais da Internet."
- Conectores Globais: "Indivíduos em diversas partes do planeta que contribuíram significativamente para o crescimento e uso global da Internet."
- Inovadores: "Indivíduos que contribuíram com avanços fundamentais na tecnologia, comércio e policiamento e ajudaram a expandir o universo da Internet."

### Pioneiros
(*indica um recipiente póstumo.)
| 2012 - Paul Baran* - Vint Cerf - Danny Cohen - Steve Crocker - Donald Davies* - Elizabeth J. Feinler - Charles Herzfeld - Robert Kahn - Peter Kirstein - Leonard Kleinrock - John Klensin - Jon Postel* - Louis Pouzin - Lawrence Roberts | 2013 - David Clark - David Farber - Howard Frank - Kanchana Kanchanasut - Joseph Carl Robnett Licklider* - Bob Metcalfe - Jun Murai - Kees Neggers - Nii Quaynor - Glenn Ricart - Robert William Taylor - Stephen Wolff - Werner Zorn | 2014 - Douglas Engelbart* - Susan Estrada - Frank Heart - Dennis Jennings - Rolf Nordhagen* - Radia Perlman - Ben Segal |

### Conectores Globais
2012 
- Randy Bush
- Kilnam Chon
- Al Gore
- Nancy Hafkin
- Geoff Huston
- Brewster Kahle
- Daniel Karrenberg
- Toru Takahashi
- Tan Tin Wee

2013 
- Karen Banks
- Gihan Dias
- Anriette Esterhuysen
- Steve Goldstein
- Teus Hagen
- Ida Holz
- Qiheng Hu
- Haruhisa Ishida*
- Barry Leiner*
- George Sadowsky

2014 
- Dai Davies[desambiguação necessária]
- Demi Getschko
- Masaki Hirabaru*
- Erik Huizer
- Steven Huter
- Abhaya Induruwa
- Dorcas Muthoni
- Mahabir Pun
- Srinivasan Ramani
- Michael Roberts
- Ben Segal
- Douglas Van Houweling

2017 
- Nabil Bukhalid
- Ira Fuchs
- Shigeki Goto
- Mike Jensen
- Ermanno Pietrosemoli
- Tadao Takahashi
- Florencio Utreras
- Jianping Wu

### Inovadores
| 2012 - Mitchell Baker - Tim Berners-Lee - Robert Cailliau - Van Jacobson - Lawrence Landweber - Paul Mockapetris - Craig Newmark - Ray Tomlinson - Linus Torvalds - Phil Zimmermann | 2013 - Marc Andreessen - John Perry Barlow - François Flückiger - Stephen Kent - Anne-Marie Eklund Löwinder - Henning Schulzrinne - Richard Stallman - Aaron Swartz* - Jimmy Wales | 2014 - Eric Allman - Eric Bina - Karlheinz Brandenburg - John Cioffi - Hualin Qian - Paul Vixie |

### Induzidos desde 2019
2019
- Adiel Akplogan
- Kimberly Claffy
- Douglas Comer
- Elise Gerich
- Larry Irving
- Dan Lynch
- Jean Armour Polly
- José Soriano
- Michael Stanton
- Klaas Wierenga
- Suguru Yamaguchi

2021
- Carlos Afonso
- Rob Blokzijl
- Hans-Werner Braun
- Frode Greisen
- Jan Gruntorad
- Saul Hahn
- Kim Hubbard
- Rafael Ibarra
- Xing Li
- Yngvar Lundh
- Dan Kaminsky
- DaeYoung Kim
- Kenneth J. Klingenstein
- Alejandro Pisanty
- Yakov Rekhter
- Philip Smith
- Pål Spilling
- Liane Tarouco
- Virginia Travers
- George Varghese
- Lixia Zhang

## Diretores
| 2012 - Lishan Adam - Joi Ito - Mark Mahaney - Chris Anderson - Mike Jensen - Alejandro Pisanty - Alex Corenthin - Aleks Krotoski - Lee Rainie - William Dutton - Loïc Le Meur | 2013 - Lishan Adam - Raúl Echeberría - C.L. Liu - Hessa Sultan Al-Jaber - Hartmut Glaser - Alejandro Pisanty - Grace Chng - Katie Hafner - Oliver Popov - Alex Corenthin - Mike Jensen - Lee Rainie - William Dutton - Aleks Krotoski - Andreu Veà Baró |